# Zápas na Letních olympijských hrách 1988 – muži, volný styl do 90 kg
Zápas ve volném stylu ve váhové kategorii do 90 kg probíhal na Letních olympijských hrách 1988 v Seongnamském Sangmu Gymnasium. O medaile se utkalo celkem 28 zápasníků.

## Turnajové výsledky
Zápasníci jsou rozděleni do dvou skupin. Je aplikován systém na dvě porážky.
Legenda
- TF — Lopatkové vítězství
- ST — Vítězství na technickou převahu, 12 bodů rozdíl
- PP — Vítězství na body, 1-7 bodů rozdíl, poražený s body
- PO — Vítězství na body, 1-7 bodů rozdíl, poražený bez bodů
- SP — Vítězství na body, 8-11 bodů rozdíl, poražený s body
- SO — Vítězství na body, 8-11 bodů rozdíl, poražený bez bodů
- P0 — Vítězství pro pasivitu, protivník bez bodů
- P1 — Vítězství pro pasivitu, vedoucí 1-7 bodů
- PS — Vítězství pro pasivitu, vedoucí 8-11 bodů
- DC — Vítězství z rozhodnutí, skóre 0-0
- PA — Vítězství pro soupeřovo zranění
- DQ — Vítězství pro soupeřovu diskvalifikaci
- DNA — Nenastoupil
- L — Porážky
- ER — Kolo vyřazení
- CP — Klasifikační body
- TP — Technické body

### Skupiny

#### Skupina A
| L      |                             | CP     | TP     |                             | L      |        |
| Kolo 1 | Kolo 1                      | Kolo 1 | Kolo 1 | Kolo 1                      | Kolo 1 | Kolo 1 |
| ------ | --------------------------- | ------ | ------ | --------------------------- | ------ | ------ |
| 0      | Akira Óta (JPN)             | 3-1 PP | 12-6   | Christian Iloanusi (NGR)    | 1      |        |
| 1      | Walter Koenig (AUS)         | 0-4 TF | 2:03   | Abdul Majeed Maruwala (PAK) | 0      |        |
| 1      | Subhash Verma (IND)         | 1-3 PP | 4-11   | Gábor Tóth (HUN)            | 0      |        |
| 1      | Charles Cox (CAN)           | 1-3 PP | 7-10   | Jim Scherr (USA)            | 0      |        |
| 0      | Graeme English (GBR)        | 4-0 TF | 2:13   | Moustapha Guèye (SEN)       | 1      |        |
| 1      | Samba Adama (MTN)           | 0-4 TF | 2:45   | Iraklis Deskoulidis (GRE)   | 0      |        |
| 1      | Mohammed Taj (AFG)          | 1-3 PP | 4-14   | Mehmet Türkkaya (TUR)       | 0      |        |
| Kolo 2 |                             |        |        |                             |        |        |
| 0      | Akira Óta (JPN)             | 4-0 TF | 1:12   | Walter Koenig (AUS)         | 2      |        |
| 2      | Christian Iloanusi (NGR)    | 0-3 P1 | 3:26   | Abdul Majeed Maruwala (PAK) | 0      |        |
| 1      | Subhash Verma (IND)         | 4-0 ST | 15-0   | Charles Cox (CAN)           | 2      |        |
| 1      | Gábor Tóth (HUN)            | 1-3 PP | 1-3    | Jim Scherr (USA)            | 0      |        |
| 0      | Graeme English (GBR)        | 4-0 TF | 1:24   | Samba Adama (MTN)           | 2      |        |
| 2      | Moustapha Guèye (SEN)       | 0-4 TF | 1:30   | Mohammed Taj (AFG)          | 1      |        |
| 1      | Iraklis Deskoulidis (GRE)   | 0-0 DQ | 5:09   | Mehmet Türkkaya (TUR)       | 1      |        |
| Kolo 3 |                             |        |        |                             |        |        |
| 0      | Akira Óta (JPN)             | 4-0 TF | 1:52   | Abdul Majeed Maruwala (PAK) | 1      |        |
| 2      | Subhash Verma (IND)         | 1-3 PP | 3-6    | Jim Scherr (USA)            | 0      |        |
| 1      | Gábor Tóth (HUN)            | 3-0 PO | 10-0   | Graeme English (GBR)        | 1      |        |
| 1      | Iraklis Deskoulidis (GRE)   | 4-0 TF | 1:52   | Mohammed Taj (AFG)          | 2      |        |
| 1      | Mehmet Türkkaya (TUR)       |        |        | Bye                         |        |        |
| Kolo 4 |                             |        |        |                             |        |        |
| 2      | Mehmet Türkkaya (TUR)       | 0-4 TF | 5:51   | Akira Óta (JPN)             | 0      |        |
| 2      | Abdul Majeed Maruwala (PAK) | 1-3 PP | 2-6    | Gábor Tóth (HUN)            | 1      |        |
| 0      | Jim Scherr (USA)            | 4-0 ST | 15-0   | Graeme English (GBR)        | 2      |        |
| 1      | Iraklis Deskoulidis (GRE)   |        |        | Bye                         |        |        |
| Kolo 5 |                             |        |        |                             |        |        |
| 2      | Iraklis Deskoulidis (GRE)   | 0-3 PO | 0-4    | Gábor Tóth (HUN)            | 1      |        |
| 0      | Akira Óta (JPN)             | 4-0 TF | 5:06   | Jim Scherr (USA)            | 1      |        |
| Kolo 6 |                             |        |        |                             |        |        |
| 1      | Akira Óta (JPN)             | 1-3 PP | 4-5    | Gábor Tóth (HUN)            | 1      |        |
| 1      | Jim Scherr (USA)            |        |        | Bye                         |        |        |

| Zápasník                    | L | ER | CP | Tiebreaker |
| --------------------------- | - | -- | -- | ---------- |
| Akira Óta (JPN)             | 1 | -  | 20 | 5          |
| Gábor Tóth (HUN)            | 1 | -  | 16 | 4          |
| Jim Scherr (USA)            | 1 | -  | 13 | 3          |
| Iraklis Deskoulidis (GRE)   | 2 | 5  | 8  |            |
| Abdul Majeed Maruwala (PAK) | 2 | 4  | 8  |            |
| Graeme English (GBR)        | 2 | 4  | 8  |            |
| Mehmet Türkkaya (TUR)       | 2 | 4  | 3  |            |
| Subhash Verma (IND)         | 2 | 3  | 6  |            |
| Mohammed Taj (AFG)          | 2 | 3  | 5  |            |
| Charles Cox (CAN)           | 2 | 2  | 1  |            |
| Christian Iloanusi (NGR)    | 2 | 2  | 1  |            |
| Walter Koenig (AUS)         | 2 | 2  | 0  |            |
| Samba Adama (MTN)           | 2 | 2  | 0  |            |
| Moustapha Guèye (SEN)       | 2 | 2  | 0  |            |

#### Skupina B
| L      |                             | CP       | TP     |                             | L      |        |
| Kolo 1 | Kolo 1                      | Kolo 1   | Kolo 1 | Kolo 1                      | Kolo 1 | Kolo 1 |
| ------ | --------------------------- | -------- | ------ | --------------------------- | ------ | ------ |
| 0      | Zevegiin Düvchin (MGL)      | 4-0 TF   | 1:20   | Reuben Tucker (GUM)         | 1      |        |
| 1      | Roberto Leitao (BRA)        | 1-3 PP   | 6-10   | Hubert Bindels (BEL)        | 0      |        |
| 0      | Rumen Alabakov (BUL)        | 3-1 PP   | 9-3    | Jerzy Nieć (POL)            | 1      |        |
| 0      | Mohammad Reza Toupchi (IRI) | 3-1 PP   | 3-2    | Bodo Lukowski (FRG)         | 1      |        |
| 1      | Jean-Baptiste Youmbi (CMR)  | 0-4 ST   | 0-15   | Macharbek Chadarcev (URS)   | 0      |        |
| 0      | Kim Tche-u (KOR)            | 3-1 PP   | 8-2    | Ahmed Al-Shamy (SYR)        | 1      |        |
| 0      | Edwin Lins (AUT)            | 4-0 TF   | 1:35   | Bakary Sanneh (GAM)         | 1      |        |
| Kolo 2 |                             |          |        |                             |        |        |
| 0      | Zevegiin Düvchin (MGL)      | 3-1 PP   | 9-2    | Roberto Leitao (BRA)        | 2      |        |
| 2      | Reuben Tucker (GUM)         | 0-4 TF   | 0:36   | Hubert Bindels (BEL)        | 0      |        |
| 0      | Rumen Alabakov (BUL)        | 3-1 PP   | 3-2    | Mohammad Reza Toupchi (IRI) | 1      |        |
| 2      | Jerzy Nieć (POL)            | 0-3 P1   | 5:08   | Bodo Lukowski (FRG)         | 1      |        |
| 2      | Jean-Baptiste Youmbi (CMR)  | 0-3.5 PS | 4:41   | Kim Tche-u (KOR)            | 0      |        |
| 0      | Macharbek Chadarcev (URS)   | 3-1 PP   | 10-1   | Edwin Lins (AUT)            | 1      |        |
| 1      | Ahmed Al-Shamy (SYR)        | 4-0 TF   | 1:55   | Bakary Sanneh (GAM)         | 2      |        |
| Kolo 3 |                             |          |        |                             |        |        |
| 0      | Zevegiin Düvchin (MGL)      | 3-1 PP   | 3-1    | Hubert Bindels (BEL)        | 1      |        |
| 0      | Rumen Alabakov (BUL)        | 3-1 PP   | 3-2    | Bodo Lukowski (FRG)         | 2      |        |
| 2      | Mohammad Reza Toupchi (IRI) | 0-3 P1   | 3:27   | Kim Tche-u (KOR)            | 0      |        |
| 0      | Macharbek Chadarcev (URS)   | 4-0 TF   | 2:47   | Ahmed Al-Shamy (SYR)        | 2      |        |
| 1      | Edwin Lins (AUT)            |          |        | Bye                         |        |        |
| Kolo 4 |                             |          |        |                             |        |        |
| 1      | Edwin Lins (AUT)            | 3-1 PP   | 6-5    | Zevegiin Düvchin (MGL)      | 1      |        |
| 2      | Hubert Bindels (BEL)        | 0-3 PO   | 0-9    | Rumen Alabakov (BUL)        | 0      |        |
| 0      | Macharbek Chadarcev (URS)   | 4-0 TF   | 3:54   | Kim Tche-u (KOR)            | 1      |        |
| Kolo 5 |                             |          |        |                             |        |        |
| 2      | Edwin Lins (AUT)            | 0-4 TF   | 1:41   | Rumen Alabakov (BUL)        | 0      |        |
| 2      | Zevegiin Düvchin (MGL)      | 0-4 TF   | 1:46   | Macharbek Chadarcev (URS)   | 0      |        |
| 1      | Kim Tche-u (KOR)            |          |        | Bye                         |        |        |
| Kolo 6 |                             |          |        |                             |        |        |
| 1      | Kim Tche-u (KOR)            | 3-1 PP   | 5-3    | Rumen Alabakov (BUL)        | 1      |        |
| 0      | Macharbek Chadarcev (URS)   |          |        | Bye                         |        |        |
| Kolo 7 |                             |          |        |                             |        |        |
| 0      | Macharbek Chadarcev (URS)   | 4-0 TF   | 5:27   | Rumen Alabakov (BUL)        | 2      |        |
| 1      | Kim Tche-u (KOR)            |          |        | Bye                         |        |        |

| Zápasník                    | L | ER | CP   |
| --------------------------- | - | -- | ---- |
| Macharbek Chadarcev (URS)   | 0 | -  | 23   |
| Kim Tche-u (KOR)            | 1 | -  | 12.5 |
| Rumen Alabakov (BUL)        | 2 | 7  | 17   |
| Zevegiin Düvchin (MGL)      | 2 | 5  | 11   |
| Edwin Lins (AUT)            | 2 | 5  | 8    |
| Hubert Bindels (BEL)        | 2 | 4  | 8    |
| Bodo Lukowski (FRG)         | 2 | 3  | 5    |
| Ahmed Al-Shamy (SYR)        | 2 | 3  | 5    |
| Mohammad Reza Toupchi (IRI) | 2 | 3  | 4    |
| Roberto Leitao (BRA)        | 2 | 2  | 2    |
| Jerzy Nieć (POL)            | 2 | 2  | 1    |
| Jean-Baptiste Youmbi (CMR)  | 2 | 2  | 0    |
| Bakary Sanneh (GAM)         | 2 | 2  | 0    |
| Reuben Tucker (GUM)         | 2 | 2  | 0    |

### Finále
|                           | CP               | TP               |                           |                  |
| Zápas o 7. místo          | Zápas o 7. místo | Zápas o 7. místo | Zápas o 7. místo          | Zápas o 7. místo |
| ------------------------- | ---------------- | ---------------- | ------------------------- | ---------------- |
| Iraklis Deskoulidis (GRE) | 3-1 PP           | 4-2              | Zevegiin Düvchin (MGL)    |                  |
| Zápas o 5. místo          |                  |                  |                           |                  |
| Jim Scherr (USA)          | 3-1 PP           | 3-1              | Rumen Alabakov (BUL)      |                  |
| Zápas o 3. místo          |                  |                  |                           |                  |
| Gábor Tóth (HUN)          | 0-3 PO           | 0-1              | Kim Tche-u (KOR)          |                  |
| Finálový zápas            |                  |                  |                           |                  |
| Akira Óta (JPN)           | 0-4 ST           | 0-16             | Macharbek Chadarcev (URS) |                  |

## Finálové pořadí
1. Macharbek Chadarcev (URS)
2. Akira Óta (JPN)
3. Kim Tche-u (KOR)
4. Gábor Tóth (HUN)
5. Jim Scherr (USA)
6. Rumen Alabakov (BUL)
7. Iraklis Deskoulidis (GRE)
8. Zevegiin Düvchin (MGL)